# Nazionale femminile di calcio della Repubblica Democratica Tedesca
La nazionale di calcio femminile della Repubblica Democratica Tedesca  è stata la rappresentativa calcistica femminile internazionale della Germania Est, gestita dalla federazione calcistica della Repubblica Democratica Tedesca (DFB).

## Storia
Nel 1989 la federazione calcistica della Repubblica Democratica Tedesca decise di creare una squadra femminile di calcio sull'onda dell'entusiasmo generato dalla vittoria del campionato europeo 1989 da parte della Germania Ovest. Per il ruolo di selezionatori vennero scelti Bernd Schröder, allenatore del BSG Turbine Potsdam, e Dietmar Männel, allenatore del BSG Rotation Schlema. Sul finire del 1989 venne effettuato uno stage presso la scuola sportiva di Lipsia e, successivamente, la rappresentativa nazionale affrontò una selezione femminile di Berlino, vincendo per 6-2. 
La nazionale disputò la sua prima, unica e ultima partita il 9 maggio 1990 al Karl-Liebknecht-Stadion di Potsdam contro la Cecoslovacchia. Di fronte a circa 800 spettatori la partita si concluse con la vittoria cecoslovacca per 3-0, grazie alle reti realizzate da Ivana Buliková su calcio di rigore nel primo tempo, da Jana Paolettiková e da Olga Hutterová nel secondo tempo. La nazionale venne successivamente sciolta per essere assorbita dalla nuova nazionale tedesca, nata con la riunificazione tedesca.

## Rosa
Lista delle convocate per l'unica partita disputata dalla nazionale.
| N. | Pos. | Giocatore           | Data nascita (età)         | Pres. | Reti | Squadra                 |
| -- | ---- | ------------------- | -------------------------- | ----- | ---- | ----------------------- |
|    | P    | Anett Viertel       | 16 ottobre 1967 (22 anni)  | 1     | 0    | BSG Rotation Schlema    |
|    | P    | Maika Alex          | 8 novembre 1968 (21 anni)  | 0     | 0    | Handwerk Magdeburg      |
|    | D    | Heike Hoffmann      | 7 settembre 1963 (26 anni) | 1     | 0    | BSG Turbine Potsdam     |
|    | D    | Beate Reuer         |                            | 0     | 0    | BSG Turbine Potsdam     |
|    | D    | Katrin Hecker       | 11 luglio 1963 (26 anni)   | 1     | 0    | BSG Rotation Schlema    |
|    | D    | Petra Weschenfelder | 22 aprile 1964 (26 anni)   | 1     | 0    | Uni Jena                |
|    | D    | Sybille Lange       | 19 aprile 1964 (26 anni)   | 1     | 0    | Post Rostock            |
|    | D    | Heidi Vater         | 7 luglio 1966 (23 anni)    | 1     | 0    | Uni Jena                |
|    | C    | Petra Jachtner      |                            | 0     | 0    | Numerik Karl-Marx-Stadt |
|    | C    | Sybille Brüdgam     | 4 dicembre 1965 (24 anni)  | 1     | 0    | BSG Turbine Potsdam     |
|    | C    | Heike Ulmer         | 6 dicembre 1967 (22 anni)  | 1     | 0    | BSG Rotation Schlema    |
|    | C    | Carmen Weiß         | 1º marzo 1968 (22 anni)    | 1     | 0    | Wismut Karl-Marx-Stadt  |
|    | C    | Katrin Niklas       |                            | 0     | 0    | Elfe Berlin             |
|    | A    | Katrin Prühs        | 9 gennaio 1962 (28 anni)   | 1     | 0    | Post Rostock            |
|    | A    | Sabine Berger       | 21 gennaio 1966 (24 anni)  | 1     | 0    | BSG Turbine Potsdam     |
|    | A    | Dana Krumbiegel     | 22 novembre 1969 (20 anni) | 1     | 0    | Wismut Karl-Marx-Stadt  |
|    | A    | Doreen Meier        | 9 novembre 1968 (21 anni)  | 1     | 0    | Uni Jena                |
|    | A    | Katrin Baaske       | 10 gennaio 1969 (21 anni)  | 1     | 0    | Post Rostock            |
|    | A    | Birte Weiß          | 5 giugno 1971 (18 anni)    | 0     | 0    | BSG Rotation Schlema    |
|    |      | Sabine Tannenberger |                            | 0     | 0    | Wismut Karl-Marx-Stadt  |